# Алуніш (Арад)
Алуніш (рум. Aluniș) — село у повіті Арад в Румунії. Входить до складу комуни Фрумушень.
Село розташоване на відстані 404 км на північний захід від Бухареста, 15 км на південний схід від Арада, 42 км на північний схід від Тімішоари.

## Населення
За даними перепису населення 2002 року у селі проживали 943 особи.
Національний склад населення села:
| Національність | Кількість осіб | Відсоток |
| -------------- | -------------- | -------- |
| румуни         | 902            | 95,7%    |
| угорці         | 16             | 1,7%     |
| німці          | 16             | 1,7%     |
| серби          | 6              | 0,6%     |

Рідною мовою назвали:
| Мова      | Кількість осіб | Відсоток |
| --------- | -------------- | -------- |
| румунська | 927            | 98,3%    |
| угорська  | 8              | 0,8%     |
| німецька  | 7              | 0,7%     |